# 圣索旺
圣索旺（法語：Saint-Sauvant，法語發音：[sɛ̃ sovɑ̃]）是法国新阿基坦大区维埃纳省的一个市镇，属于普瓦捷区。

## 地理
圣索旺（46°21'34"N, 0°3'22"E）面积59.58 平方千米，位于法国新阿基坦大区维埃纳省，该省份为法国中西部省份，北起曼恩-卢瓦尔省和安德尔-卢瓦尔省，西接德塞夫勒省，南至夏朗德省，东南接上维埃纳省，东临安德尔省。
与圣索旺接壤的市镇（或旧市镇、城区）包括：阿翁、舍奈、旺赛、塞勒莱韦斯科、吕西尼昂、鲁耶、普瓦图地区瓦朗斯。

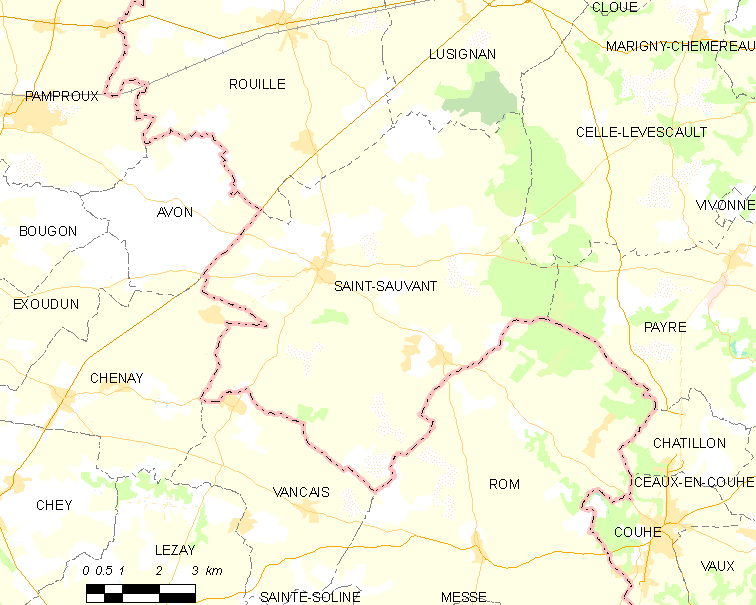
圣索旺的OSM定位图

圣索旺的时区为UTC+01:00、UTC+02:00（夏令时）。

## 行政
圣索旺的邮政编码为86600，INSEE市镇编码为86244。

## 政治
圣索旺所属的省级选区为吕西尼昂县。

## 人口

1962-2008年间圣索旺人口变化图示

圣索旺于2022年1月1日时的人口数量为1298人。